# Cabricán
Cabricán (del mam «Kab’ekan») es un municipio del departamento de Quetzaltenango, localizado a 42 km de la ciudad de Quetzaltenango y a 226 km de la Ciudad de Guatemala en la región sur-occidental de la República de Guatemala.
Después de la Independencia de Centroamérica en 1821, Ostuncalco fue designado como sede del circuito del mismo nombre en el distrito N.º 10 (Quezaltenango) para impartir justicia por el entonces novedoso método de juicios de jurados; a este circuito pertenecía Cabricán.  Luego, en 1838, el poblado pasó a ser parte del Estado de Los Altos, que fue creado por los criollos liberales del occidente guatemalteco ante la caída del régimen liberal de Mariano Gálvez;  sin embargo, este estado fue recuperado por la fuerza para Guatemala por las fuerzas del general mestizo conservador Rafael Carrera.

## División política
El municipio de Cabricán cuenta con siete aldeas y dieciocho caseríos, todos los caseríos pertenecen a una aldea y a la cabecera, a excepción de las aldeas La Grandeza y Las Barrancas. Los caseríos son los siguientes:
| Aldea        | Listado de caseríos                                                |
| ------------ | ------------------------------------------------------------------ |
| Cabricán     | San Antonio Loma Grande, Las Manzanas, Loma Chiquita, La Ranchería |
| Chorjalé     | Tuarlaj                                                            |
| El Cerro     | Buena Vista y Quikibaj                                             |
| Las Ciénagas | La Vega, Las Ventanas, Chamel y Xux                                |
| Los Corrales | Buena Vista, San Antonio y Paxoj                                   |
| Xacaná       | Xacaná Chiquito y La Libertad                                      |

## Geografía física
El municipio de Cabricán tiene una extensión territorial de 60 km². 

### Ubicación geográfica
Se encuentra a una distancia de 40 km de la cabecera departamental Quetzaltenango y 247 km de la ciudad capital Guatemala. Está ubicado en el límite del departamento de Quetzaltenango junto a los departamentos de San Marcos y Totonicapán. Sus colindancias son:
- Norte: San Carlos Sija, municipio del departamento de Quetzaltenango y Sipacapa, municipio del departamento de San Marcos
- Este: San Carlos Sija
- Oeste: Río Blanco y Comitancillo, municipios del departamento de San Marcos
- Sur: Huitán, municipio del departamento de Quetzaltenango.[5]

|                      | Norte: Sipacapa San Carlos Sija |                       |
| Oeste: Comitancillo  |                                 | Este: San Carlos Sija |
| Suroeste: Río Blanco | Sur: Huitán                     |                       |

## Gobierno municipal
Los municipios se encuentran regulados en diversas leyes de la República, que establecen su forma de organización, lo relativo a la conformación de sus órganos administrativos y los tributos destinados para los mismos.  Aunque se trata de entidades autónomas, se encuentran sujetos a la legislación nacional y las principales leyes que los rigen desde 1985 son:
| N.º | Ley                                                | Descripción |
| --- | -------------------------------------------------- | --- |
| 1   | Constitución Política de la República de Guatemala | Tiene una regulación legal específica para los municipios en los artículos 253 al 262. |
| 2   | Ley Electoral y de Partidos Políticos              | Ley de carácter constitucional aplicable a los municipios en el tema de la conformación de sus autoridades electas. |
| 3   | Código Municipal                                   | Decreto 12-2002 del Congreso de la República de Guatemala. Tiene la categoría de ley ordinaria y contiene preceptos generales aplicables a todos los municipios, e inclusive contiene legislación referente a la creación de los municipios.             |
| 4   | Ley de Servicio Municipal                          | Decreto 1-87 del Congreso de la República de Guatemala. Regula las relaciones entra la municipalidad y los servidores públicos en materia laboral. Tiene su base constitucional en el artículo 262 de la constitución que ordena la emisión de la misma. |
| 5   | Ley General de Descentralización                   | Decreto 14-2002 del Congreso de la República de Guatemala. Regula el deber constitucional del Estado, y por ende del municipio, de promover y aplicar la descentralización y desconcentración económica y administrativa.                                |

El gobierno de los municipios está a cargo de un Concejo Municipal mientras que el código municipal —ley ordinaria que contiene disposiciones que se aplican a todos los municipios— establece que «el concejo municipal es el órgano colegiado superior de deliberación y de decisión de los asuntos municipales […] y tiene su sede en la circunscripción de la cabecera municipal»; el artículo 33 del mencionado código establece que «[le] corresponde con exclusividad al concejo municipal el ejercicio del gobierno del municipio».
El concejo municipal se integra con el alcalde, los síndicos y concejales, electos directamente por sufragio universal y secreto para un período de cuatro años, pudiendo ser reelectos.
Existen también las Alcaldías Auxiliares, los Comités Comunitarios de Desarrollo (COCODE), el Comité Municipal del Desarrollo (COMUDE), las asociaciones culturales y las comisiones de trabajo. Los alcaldes auxiliares son elegidos por las comunidades de acuerdo a sus principios y tradiciones, y se reúnen con el alcalde municipal el primer domingo de cada mes, mientras que los Comités Comunitarios de Desarrollo y el Comité Municipal de Desarrollo organizan y facilitan la participación de las comunidades priorizando necesidades y problemas.
Los alcaldes que ha habido en el municipio son:
- 2012-2016: Vitelio López[8]
- 2016-2020: Jayro Guillermo López R.[1]

## Historia
Los primeros pobladores que habitaron el municipio eran provenientes de la región del moderno municipio de San Pedro Sacatepéquez, descendientes de los mam que buscaban nuevas tierras para su dominio.

### Tras la Independencia de Centroamérica
La constitución del Estado de Guatemala promulgada el 11 de octubre de 1825 —y no el 11 de abril de 1836, como numerosos historiadores han reportado incorrectamente — creó los distritos y sus circuitos correspondientes para la administración de justicia según el Código de Lívingston traducido al español por José Francisco Barrundia y Cepeda; Ostuncalco fue sede del circuito del mismo nombre en el distrito N.º 10 (Quezaltenango); a este circuito pertenecían también San Martín, Chiquirichapa, Sigüilá, Cajolá y Cabricán.

### El efímero Estado de Los Altos

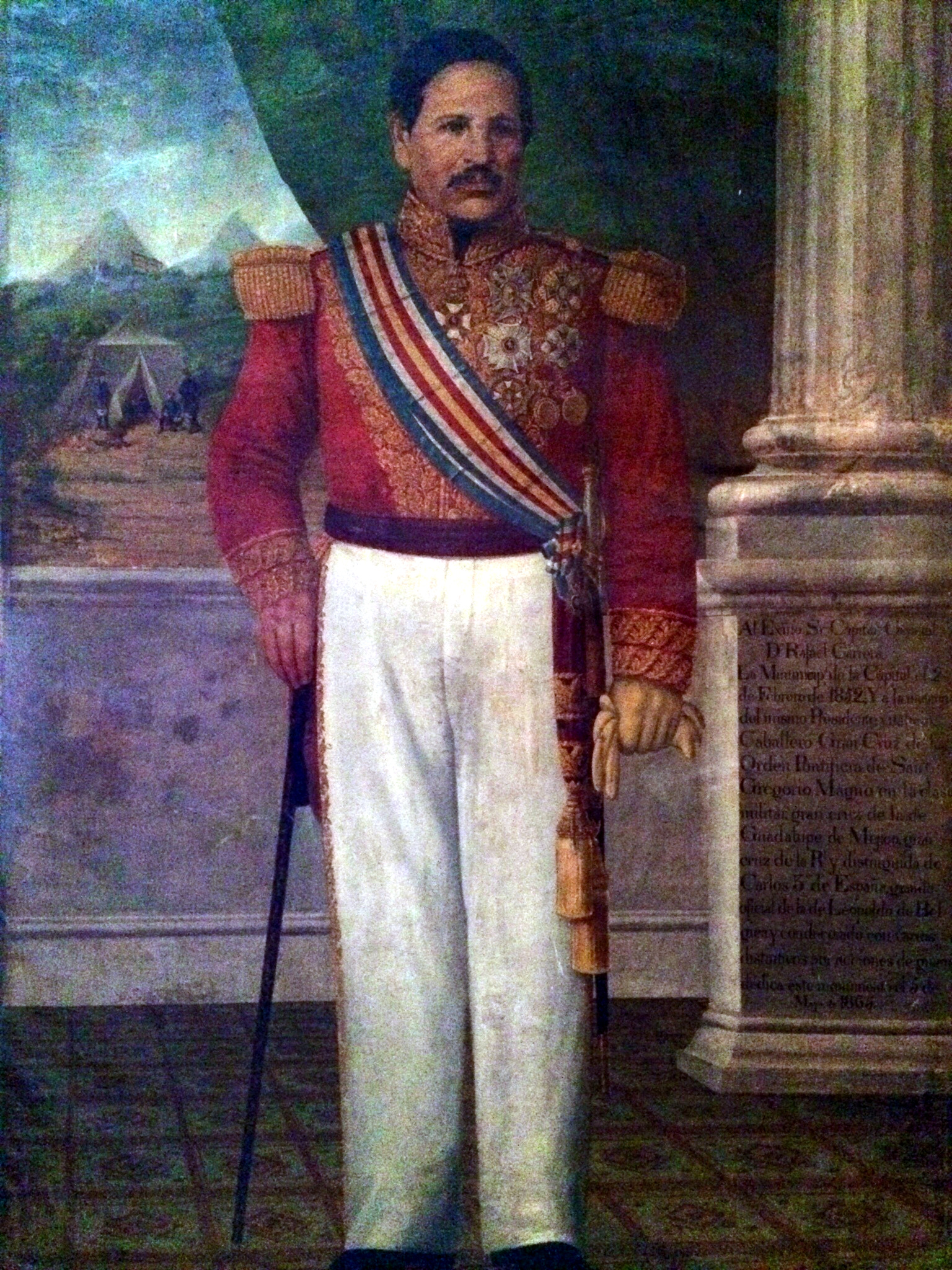
Retrato oficial del capitán general Rafael Carrera con la banda presidencial con los colores de la bandera de Guatemala instituida en 1858. En 1840 retomó por la fuerza el Estado de los Altos al que pertenecía Chiché y derrotó al presidente de la República Federal de Centro América, el general hondureño Francisco Morazán.

A partir del 3 de abril de 1838, Cabricán fue parte de la región que formó el efímero Estado de Los Altos y que forzó a que el Estado de Guatemala se reorganizara en siete departamentos y dos distritos independientes el 12 de septiembre de 1839:
- Departamentos: Chimaltenango, Chiquimula, Escuintla, Guatemala, Mita, Sacatepéquez, y Verapaz
- Distritos: Izabal y Petén[4]

La región occidental de la actual Guatemala había mostrado intenciones de obtener mayor autonomía con respecto a las autoridades de la ciudad de Guatemala desde la época colonial, pues los criollos de la localidad consideraban que los criollos capitalinos que tenían el monopolio comercial con España no les daban un trato justo.  Pero este intento de secesión fue aplastado por el general Rafael Carrera, quien reintegró al Estado de Los Altos al Estado de Guatemala en 1840 y pocos meses después derrotó contundentemente al presidente de la República Federal de Centro América, el general liberal hondureño Francisco Morazán en la Ciudad de Guatemala.